# 140628 Klaipeda
140628 Klaipeda è un asteroide della fascia principale. Scoperto nel 2001, presenta un'orbita caratterizzata da un semiasse maggiore pari a 2,3984088 UA e da un'eccentricità di 0,1431787, inclinata di 5,80029° rispetto all'eclittica.